# Yann Schrub
Yann Schrub, né le 20 mars 1996 à Thionville, est un athlète français, spécialiste des courses de demi-fond.
Il est médaillé d'argent et de bronze sur le 10 000 mètres aux Championnats d'Europe d'athlétisme. Il est également champion d'Europe de cross en 2023 à Bruxelles.

## Biographie

### Débuts chez les jeunes
Yann Schrub commence à pratiquer l'athlétisme au collège sous l'impulsion de son professeur d'éducation physique, Jacques Staudt. À 11 ans, il débute au club d'Athlé Sport  Sarreguemines Arrondissements (ASSA)
Avec son entraineur, Dominique Kraemer, il enchaine les titres nationaux et rencontre son second entraineur, Anthony Notebaert, au stade de Villers-lès-Nancy où il s'entraine seul lors de ses examens de médecine.

### Confirmation et succès
En 2017, alors encore espoir, Yann Schrub devient champion de France en salle du 3 000m.
En 2018, il devient champion d’Europe espoirs par équipe de cross, à Tilbourg, aux Pays-Bas.
En 2018, il remporte le  titre de champion de France 10 000m et se place 3ème sur le 5 000m
En 2020, il consacre plus de temps à ses études de médecine, les compétitions étant annulées en raison de la pandémie de Covid-19.
En novembre 2021, il est sacré champion de France de cross-country à Montauban. Lors des championnats de France en salle 2021, il se classe deuxième du 3 000 m, mais n'est pas sélectionné pour les championnats d'Europe à Toruń.
Le 5 juin 2021, il participe à la coupe d'Europe du 10 000 m à Birmingham. Il termine à la cinquième place et bat son record personnel battant Mo Farah au sprint.
Il est médaillé d'or par équipes et se classe 6e en individuel aux championnats d'Europe de cross-country 2021 à Dublin.
En 2022, il décroche la médaille de bronze sur 10 000 m aux championnats d'Europe d'athlétisme se déroulant Munich. En octobre, il gagne les 20km de Paris, et devient également recordman de France d’ekiden (marathon en relais à 6) avec la team Adidas.
Il est médaillé d'or en cross par équipes et septième en cross individuel lors des Championnats d'Europe de cross-country 2022 à Turin.
Le 10 décembre 2023, il remporte les Championnats d'Europe de cross-country 2023 à Bruxelles, une première historique pour un athlète français.
En 2024, il devient vice-champion d'Europe sur le 10 000 m à Rome. Puis champion d'Europe du 10 Kilomètres en 2025 à Bruxelles.

## Vie professionnelle et associative
En parallèle de sa carrière sportive, Yann Schrub est étudiant en médecine à l'Université de Lorraine depuis 2014. Après avoir validé sa 8e année d'étude en 2022, il décide de faire une pause dans son cursus afin de se concentrer sur la préparation des Jeux olympiques de Paris 2024.
N'ayant jamais changé de club depuis ses débuts, Yann Schrub est ambassadeur de la ville de Sarreguemines, du département de la Moselle et de la région Grand Est.

## Palmarès

### International
| Année | Compétition                               | Lieu      | Résultat | Épreuve       | Temps          |
| ----- | ----------------------------------------- | --------- | -------- | ------------- | -------------- |
| 2019  | Universiade                               | Naples    | 2e       | 5 000 m       | 14 min 03 s 24 |
| 2021  | Championnats d'Europe de cross-country    | Dublin    | 6e       | Senior        | 30 min 39 s 0  |
| 2021  | Championnats d'Europe de cross-country    | Dublin    | 1er      | Par équipes   | 13 pts         |
| 2022  | Championnats d'Europe                     | Munich    | 3e       | 10 000 m      | 27 min 47 s 13 |
| 2022  | Championnats d'Europe de cross-country    | Turin     | 7e       | Senior        | 29 min 52 s 0  |
| 2022  | Championnats d'Europe de cross-country    | Turin     | 1er      | Par équipes   | 24 pts         |
| 2023  | Championnats du monde                     | Budapest  | 9e       | 10 000 m      | 28 min 07 s 42 |
| 2023  | Championnats d'Europe de cross-country    | Bruxelles | 1er      | Senior        | 30 min 17 s    |
| 2023  | Championnats d'Europe de cross-country    | Bruxelles | 2e       | Par équipes   | 26 pts         |
| 2024  | Championnats d'Europe                     | Rome      | 2e       | 10 000 m      | 28 min 00 s 48 |
| 2024  | Jeux olympiques                           | Paris     | 12e      | 5 000 m       | 13 min 20 s 63 |
| 2024  | Jeux olympiques                           | Paris     | DNF      | 10000 m       | -              |
| 2024  | Championnats d'Europe de cross-country    | Antalya   | 6e       | Senior        | 22 min 35 s    |
| 2024  | Championnats d'Europe de cross-country    | Antalya   | 4e       | Par équipes   | 40 pts         |
| 2025  | Championnats d'Europe de course sur route | Belgique  | 1er      | 10 kilomètres | 27 min 37 s    |

### National
| Année | Compétition                              | Lieu      | Résultat | Épreuve    | Temps          |
| ----- | ---------------------------------------- | --------- | -------- | ---------- | -------------- |
| 2014  | Championnats de France juniors           | Valence   | 2e       | 05 000 m   | 15 min 04 s 09 |
| 2015  | Championnats de France juniors           | Albi      | 2e       | 05 000 m   | 15 min 09 s 46 |
| 2016  | Championnats de France élites            | Angers    | 7e       | 05 000 m   | 14 min 34 s 05 |
| 2017  | Championnats de France élites (en salle) | Bordeaux  | 1er      | 03 000 m   | 08 min 16 s 79 |
| 2017  | Championnats de France                   | Pacé      | 4e       | 10 000 m   | 29 min 32 s 53 |
| 2017  | Championnats de France élites            | Marseille | 3e       | 05 000 m   | 14 min 30 s 92 |
| 2018  | Championnats de France élites (en salle) | Liévin    | 5e       | 01 500 m   | 03 min 48 s 65 |
| 2018  | Championnats de France                   | Pacé      | 1er      | 10 000 m   | 29 min 19 s 18 |
| 2018  | Championnats de France élites            | Albi      | 3e       | 05 000 m   | 13 min 56 s 12 |
| 2021  | Championnats de France élites (en salle) | Miramas   | 2e       | 03 000 m   | 07 min 55 s 13 |
| 2021  | Championnats de France élites            | Angers    | 3e       | 05 000 m   | 13 min 37 s 22 |
| 2021  | Championnats de France de cross          | Montauban | 1er      | Cross long | 30 min 57 s    |
| 2022  | Championnats de France du 10 000 mètres  | Pacé      | 2e       | 10 000 m   | 27 min 59 s 32 |
| 2024  | Championnats de France élites            | Angers    | 1er      | 05 000 m   | 13 min 41 s 38 |
| 2025  | Championnats de France élites            | Talence   | 1er      | 05 000 m   | 13 min 31 s 15 |

## Records
| Épreuve       | Épreuve   | Temps          | Lieu         | Date            |
| ------------- | --------- | -------------- | ------------ | --------------- |
| 0 800 m       | Plein air | 01 min 51 s 49 | Sarrebruck   | 15 juillet 2021 |
| 01 000 m      | Plein air | 02 min 38 s 82 | Sarrebruck   | 13 avril 2013   |
| 01 500 m      | Plein air | 3 min 31 s 42  | Décines      | 5 juillet 2025  |
| 01 500 m      | En salle  | 03 min 48 s 49 | Metz         | 12 février 2017 |
| 03 000 m      | Plein air | 08 min 10 s 00 | L'Étang-Salé | 13 avril 2019   |
| 03 000 m      | En salle  | 07 min 38 s 41 | Metz         | 3 février 2024  |
| 05 000 m      | Plein air | 13 min 4 s 27  | Bruxelles    | 25 mai 2024     |
| 10 000 m      | Plein air | 27 min 47 s 13 | Munich       | 21 août 2022    |
| 05 km (route) | Plein air | 13 min 22 s —  | Monaco       | 11 février 2024 |
| 10 km (route) | Plein air | 27 min 37 s —  | Louvain      | 13 avril 2025   |
| 20 km (route) | Plein air | 58 min 4 s     | Paris        | 9 octobre 2022  |